# たまちゃんハウス
『たまちゃんハウス』は、逢坂みえこによる日本の漫画。
2005年から2009年に『コーラス』（集英社）で連載された (2006年1月号から2009年9月号)。単行本全5巻。
登場人物の殆どが大阪弁を喋るなにわの人情コメディー。作者によると、ファン心理が昂じて作られたものらしい。なお、タイトル『たまちゃんハウス』の「たまちゃん」とは作中にある上方落語界の重鎮・桜花亭春福の娘、珠子の愛称。
一話完結が多い。連載話数の単位は高座にちなんで「第-席」。

## あらすじ
舞台は大阪。落語家・桜花亭春福師匠の下には春々・白春の内弟子と、今は年季明けして通いの早春の三人の弟子がいる。家人は全員、明けても暮れても落語に夢中。
一方、春福師匠の一人娘・珠子は落語に興味がないようで…?

## 登場人物
丸山 珠子（まるやま　たまこ）
春福の一人娘。女子大に通う大学生。連載開始当時18歳。「たまちゃんハウス」は珠子によるモノローグで進む。
名字についてははっきりした記述はないが、おそらく丸山であると思われる。最近は高座のお茶子もするようになった。手フェチであると思われる。
桜花亭春福（おうかてい しゅんぷく）
上方落語の重鎮。珠子の父。豪放磊落に見えて実は気の小さい、陽気な落語を旨とする憎めないオヤジキャラ。
桜花亭春々（おうかてい　しゅんしゅん）
あがり性で、話し言葉はいつもつっかえ気味。珠子からは「陰気」「人見知り」と称される。春々自身自分の性格についてはわかっているつもりだが、ふとした縁で落語家への道を後押しされ、大学を中退して桜花亭春福に弟子入り。
あがり性を克服するため路上ライブにて日々修行中。
見た目は「半魚人顔」とも言われるが「しゅっとしてる」とも言われる。手がきれい。
桜花亭白春（おうかてい　はくしゅん）
春々の弟弟子で売れっ子。元ヤンキー。高校時代テレビを観て、春福門下に入る事を決める。根っから陽気な性格でラジオにテレビにひっぱりだこ。出前落語のお座敷で裸踊りもする。小柄で可愛い風貌からか読者の中にもファンが多い。
両親は揃って無類のパチンコ好き。
桜花亭早春（おうかてい　そうしゅん）
春福師匠がここ数年のうちにとった弟子の中では一番年長。春々より一歩先に門内に入ったため兄弟子となった。
師匠や弟子仲間からはよくイジられるが、実は「最も春福を愛する男」。小学生の頃から桜花亭春福へ弟子入りすることを決めていた。
バラエティやドラマにも出演するが、それらは全て「高座のため」。隙のないキッチリカッチリした落語を演ずるため、一時は自身の芸風に悩んだ事もあるがどうやらふっきれた模様。

## 単行本
- 1巻 2006年11月17日発売 ISBN 4088653726
- 2巻 2007年5月18日発売 ISBN 4088653998
- 3巻 2008年5月19日発売 ISBN 4088654765
- 4巻 2008年11月19日発売 ISBN 4088655095
- 5巻 2009年9月18日発売 ISBN 4088655567